# Scythris paullella
Scythris paullella is een vlinder uit de familie van de dikkopmotten (Scythrididae). De wetenschappelijke naam van de soort werd in 1855 als Oecophora paullella gepubliceerd door Gottlieb August Wilhelm Herrich-Schäffer.
De soort komt voor in Europa.